# Guillaume d'Egmont
Guillaume d'Egmont, (en néerl. Willem IV van Egmont; 26 janvier 1412 – Grave, 19 janvier 1483) est seigneur d'Egmont, d'IJsselstein, de Schoonrewoerd et d'Haastrecht et stathouder de Gueldre.

## Biographie
Guillaume est le deuxième fils de Jean II d'Egmont et le frère cadet d'Arnold d'Egmont, duc de Gueldre. Guillaume, qui avait reçu la seigneurie de Malines de son frère en 1444, doit la rendre en 1459, après une dispute sur la légalité de la propriété, au maréchal de Brabant, Jean seigneur de Wesemael, qui avait légué Malines à sa mort (1462) à Charles le Téméraire. Bien qu'il ait été nommé conseiller à la cour de Hollande (nl) en 1452, il séjourne principalement en Gueldre, où il soutient son frère dans ses conflits avec son fils Adolphe d'Egmont. Après qu'Adolphe ait emprisonné son père, Guillaume a dirigé le parti pro-bourguignon.
Lorsque le duc de Bourgogne, Charles, acquit le pouvoir en Gueldre en 1473, il nomma Guillaume stathouder. Cependant, il se sentait trop vieux pour le poste. Plus tard, son fils éponyme deviendra également gouverneur de Gueldre. En 1477, Marie de Bourgogne inclut Guillaume dans son Grand Conseil. En 1478, Guillaume fut fait chevalier de l'Ordre de la Toison d'Or au chapitre de Bruges.

## Mariage et descendance
Guillaume avait épousé Walburge de Meurs, dame de Baer et Lathum, fille de Frédéric de Meurs et Engelberta de Clèves, le 22 janvier 1437. En plus de quatre filles, le mariage donna également naissance à trois fils, qui occuperont tous des postes importants au service de la maison bourguignonne-habsbourgeoise :
- Jean III comte d'Egmont, stathouder de Hollande, de Zélande et de Frise occidentale
- Frédéric d'Egmont, comte de Buren
- Guillaume d'Egmont Jr., stathouder de Gueldre
- Anne d'Egmond (1440 - 1er septembre 1462), mariée le 14 août 1459 à Bernard van Bentheim (1435 - 28 novembre 1476), comte de Bentheim
- Elisabeth (?-1539), mariée à Gijsbrecht van Bronckhorst puis à Jan van der Aa, seigneur de Bokhoven
- Walburge d'Egmond, religieuse à Renkum
- Marguerite, épouse Johan van Merode, seigneur de Leefdael, et après sa mort, Godert Torck[1]

En plus des enfants de son mariage, Guillaume a eu quatre autres enfants de différentes femmes :
- Nicolaas d'Egmond, a été capturé au Valkhof de Nimègue avec ses demi-frères Frédéric et Guillaume et sera retenu prisonnier de 1478 à 1481.
- Henri d'Egmond (-avant 1511), dont la mère était Aleid Kreijnck
- Frédéric d'Egmond
- Hendrika d'Egmond, elle épousa Willem van Tuyl van Bulckesteijn (-1449). Il était un fils de Willem Willemsz. van Tuyl et Machteld van Matenesse, fille d'Adriaen van Matenesse (1385-1435)

Il est enterré à Grave à côté de son frère, le duc Arnold de Gueldre.

### Sources bibliographiques
- (nl) Nieuw Nederlandsch Biographisch Woordenboek (1911-1937) s.v. EGMOND (Willem van) (5), heer van IJselstein.